# کریتیاس
کریتیاس (به انگلیسی: Critias) یک از نویسندگان و چهره‌های سیاسی یونان باستان بود. او در آتن به دنیا آمد و با افلاطون رابطه خویشاوندی دوری داشت و یکی از مرتبطان با سقراط بود. او در عصر خودش به دلیل تراژدی‌ها، مرثیه‌ها و نثرهایش مورد توجه قرار گرفت. سکستوس امپریکوس معتقد است که قطعه سیسیفوس از اوست.